# Logi Tómasson
Logi Tómasson (Reykjavík, 13 settembre 2000) è un calciatore islandese, difensore del Samsunspor.

## Carriera

### Club
Il 22 agosto 2023, Tómasson ha firmato un contratto valido fino al 31 dicembre 2026 con i norvegesi dello Strømsgodset.
Il 13 giugno 2025 è stato reso noto il suo trasferimento ai turchi del Samsunspor: ha firmato un contratto quadriennale, con opzione per un'ulteriore stagione, valido a partire dal 1º luglio successivo.

### Nazionale
Vanta tre presenze nelle rappresentative giovanili dell'Islanda dell'Under-17 e dell'Under-21.
Nel 2022 ha esordito in nazionale maggiore.

## Palmarès

### Club

#### Competizioni nazionali
- Bikar karla: 3

Víkingur: 2019, 2021, 2022
- Úrvalsdeild: 1

Víkingur: 2021
- Supercoppa d'Islanda: 1

Víkingur: 2022